# Стюард (Іллінойс)
Стюард (англ. Steward) — селище (англ. village) в США, в окрузі Лі штату Іллінойс. Населення — 229 осіб (2020).

## Географія
Стюард розташований за координатами 41°50′56″ пн. ш. 89°0′59″ зх. д. / 41.84889° пн. ш. 89.01639° зх. д. (41.848826, -89.016515).  За даними Бюро перепису населення США в 2010 році селище мало площу 0,53 км², уся площа — суходіл. В 2017 році площа становила 0,69 км², уся площа — суходіл.

## Демографія
Згідно з переписом 2010 року, у селищі мешкало 256 осіб у 96 домогосподарствах у складі 70 родин. Густота населення становила 483 особи/км².  Було 105 помешкань (198/км²).
Расовий склад населення:
| - 93,0 % — білих - 0,8 % — чорних або афроамериканців - 0,4 % — корінних американців - 5,5 % — осіб інших рас |

До двох чи більше рас належало 0,4 %. Частка іспаномовних становила 6,3 % від усіх жителів.
За віковим діапазоном населення розподілялося таким чином: 25,0 % — особи молодші 18 років, 61,7 % — особи у віці 18—64 років, 13,3 % — особи у віці 65 років та старші. Медіана віку мешканця становила 40,5 року. На 100 осіб жіночої статі у селищі припадало 126,5 чоловіків;  на 100 жінок у віці від 18 років та старших — 111,0 чоловіків також старших 18 років.
Середній дохід на одне домашнє господарство  становив 65 553 долари США (медіана — 55 938), а середній дохід на одну сім'ю — 76 833 долари (медіана — 70 313). За межею бідності перебувало 21,0 % осіб, у тому числі 35,6 % дітей у віці до 18 років та 7,1 % осіб у віці 65 років та старших.
Цивільне працевлаштоване населення становило 167 осіб. Основні галузі зайнятості: освіта, охорона здоров'я та соціальна допомога — 21,6 %, виробництво — 18,6 %, транспорт — 9,0 %, мистецтво, розваги та відпочинок — 9,0 %.